# Kegeliella kupperi
Kegeliella kupperi är en orkidéart som beskrevs av Rudolf Mansfeld. Kegeliella kupperi ingår i släktet Kegeliella och familjen orkidéer. Inga underarter finns listade i Catalogue of Life.